# Distretto di Bajanzùrh
Il distretto di Bajanzùrh è uno dei ventitré distretti (sum) in cui è suddivisa la provincia del Hôvsgôl, in Mongolia. Conta una popolazione di 3.964 abitanti (censimento 2009).